# Massimo Battara
Massimo Battara (* 3. Mai 1963 in Genua, Italien) ist ein ehemaliger italienischer Fußballspieler und heutiger Fußballtrainer. In seiner Trainerfunktion legt er besonderen Wert auf Strafraumbeherrschung und Stellungsspiel. Er trainierte schon Nationaltorhüter wie Júlio César, Joe Hart, Salvatore Sirigu oder Gianluigi Donnarumma.

## Spielerkarriere
Seine erste Profistation war beim FC Bologna, den er aber nach nur einer Spielzeit verließ. Danach schloss er sich jeweils für eine Saison Viadanese, Sampdoria Genua, SS Sambenedettese Calcio und S.S.D. Puteolana 1902 Internapoli an, ehe er beim US Casertana für drei Jahre von 1986 bis 1989 unter Vertrag stand.  Anschließend folgte ein zweijähriges Engagement bei US Salernitana. Gegen Ende seiner aktiven Karriere schloss er sich für jeweils einem Jahr den Vereinen US Lecce, SPAL Ferrara und US Sassuolo Calcio an.

## Trainerkarriere
Nach dreijähriger Auszeit vom Profisport begann er 1998 beim Ittihad FC als Torwarttrainer zu arbeiten. 2000 verließ er den Verein. Battara zog es zurück in seine italienische Heimat. 2001 war er für das Torwarttraining vom SSC Neapel verantwortlich. Danach war er von 2001 bis 2002 als Torwarttrainer vom AC Florenz tätig. Anschließend war er zwei Jahre beschäftigungslos. 2004 unterschrieb er einen Vertrag bei Inter Mailand. Dort war Roberto Mancini Trainer, mit dem er bei Sampdoria Genua in den 1980er Jahren zusammen spielte. Bei den Mailändern erlebte Battara seine erfolgreichsten Jahre als Torwarttrainer. So konnte er dreimal in Folge die Italienische Meisterschaft feiern. Als Inter Trainer Mancini Ende der Saison 2007/08 entließ, beendete auch Battara seine Tätigkeit beim Meister und schloss sich bis 2009 Benevento Calcio an. Als Roberto Mancini 2009 Trainer von Manchester City wurde, holte er Battara als Torwarttrainer auf die Insel. Dort wurde er einmal Englischer Pokalsieger und Englischer Meister. Vom 7. Oktober 2014 bis zum 30. Juni 2015 war er als Torwarttrainer unter Roberto Di Matteo beim FC Schalke 04, wo er mit dem Co-Trainer Attilio Lombardo das neue Trainerteam komplettierte. Dort ersetzte er den bisherigen Torwarttrainer Holger Gehrke. Mit Di Matteos Niederlegung sein Traineramts zum 30. Juni 2015, schied auch Battara als Torwarttrainer aus. Nachfolger wurde Simon Henzler. Von Juli 2015 bis 2016 war er Torwarttrainer des indischen Fußballvereins FC Pune City. 2016 arbeitete er mit Roberto Di Matteo bei Aston Villa zusammen. Als Di Matteo entlassen wurde, bevorzugte dessen Nachfolger Steve Bruce einen anderen Torwarttrainer. Im Juli 2017 begann Battara unter Roberto Mancini sein Engagement bei Zenit St. Petersburg. Zusammen mit Mancini verließ er St. Petersburg und begann 2018 mit der Trainertätigkeit bei der Italienischen Nationalmannschaft.

## Erfolge
Als Torwarttrainer mit seinen Vereinen
- Italienische Meisterschaft: 2005/06*, 2006/07, 2007/08

* zuerkannt infolge des italienischen Fußball-Skandals 2005/2006
- Englischer Pokalsieger: 2010/11
- Englische Meisterschaft: 2011/12

Als Torwarttrainer mit der Nationalmannschaft
- Europameister: 2021